# Venus ofrece dones a una joven
Venus ofrece dones a una joven (en italiano, Venere offre doni a una giovane) es un fresco realizado por el pintor renacentista italiano Sandro Botticelli. Pertenece al Ciclo de Villa Lemmi, habiéndose quitado del muro y conservándose actualmente en el Museo del Louvre, París. Mide 211 cm de alto y 284 cm de ancho. Se cree que fue pintado entre 1483 y 1486.
Esta obra forma parte de un ciclo que se encontraba en la villa de Legnaia, propiedad de la familia Tornabuoni, aliados de los Médici, entre 1469 y 1541; luego pasó a los Lemmi. En 1873 esta escena y otra (Muchacho joven presentado a las Artes Liberales) se encontraron bajo el enjalbegado de una pared corta de una sala. Crowe y Cavalcaselle, que fueron de los primeros en ver las obras recién descubiertas, las atribuyeron a Botticelli. Ambas pinturas fueron arrancadas y pegadas sobre lienzo, y salieron a la venta, ingresando en el Louvre en 1882.
En aquel momento se identificaron los escudos de los Albizi y los Tornabuoni, por lo que se cree que son pinturas que se hicieron en alusión a un matrimonio entre ambas familias. Puede ser el de Nanna Tornabuoni y Matteo degli Albizi, celebrado en 1483, o el de Giovanna degli Albizzi y Lorenzo Tornabuoni en 1486.
En esta obra se ve a Venus, la diosa del amor, vestida como en la Alegoría de la primavera, y acompañada por las tres Gracias, que homenajean a una joven, que recibe, en pie, con un paño entre las manos, los dones de la diosa.